# Tiny Pop
Tiny Pop – brytyjski kanał telewizyjny adresowany do dzieci. Został uruchomiony w 2003 roku.
Należy do grupy kanałów Pop, a jego operatorem jest Columbia Pictures Corporation Limited.